# Rehden (Adelsgeschlecht)

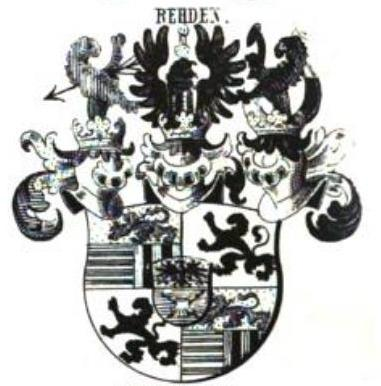
Wappen der Familie von Rehden

Die Familie von Rehden (auch Rheden) stammt aus dem Ort Rhede (Ems) bei Aschendorf und wurde 1533 von Kaiser Karl V. geadelt. Mitglieder der Familie spielten bei der Verwaltung vom Leer eine große Rolle und vertraten das südliche Ostfriesland in der Ostfriesischen Landschaft. Das Geschlecht wurde 1786 in den Freiherrnstand erhoben.
Die Familie ist zu unterscheiden von dem hildesheimischen Adelsgeschlecht Rheden, den märkischen und schlesischen Adelsgeschlechtern Redern, dem niedersächsischen Uradelsgeschlecht Reden sowie dem westfälisch-niederländisch-irischen Adelsgeschlecht Rhede.

## Geschichte
Heinrich (Hinrich) von Rehden (1576–1644) wandte sich dem Protestantismus zu und wanderte 1605 aus dem Münsterland nach Leer. Er heiratete 1599 Susanna Coops Ibeling thoe Leer. Deren Mutter Thiake von Bollinghusen vererbte ihr das Gut Bollinghausen, was sie ihrem Mann zubrachte. Im Jahr 1603 verlieh Graf Enno III. dem Gut Bollinghausen die Ritter-Freiheit, die Aufnahme in die ritterschaftliche Matrikel erfolgte aber erst 1822.
Hinrich von Rehden war Hooftman über Moormerland und Landschaftlicher Administrator für den dritten Stand. Sein Sohn Coop (Jakob) von Rehden (1608–1677) war ebenfalls Landschaftlicher Administrator. Rudolf von Rehden war während des Appell-Krieges einer der Führer der Renitenten, nach deren Niederlage wurde er mit 98 anderen Renitenten aus Leer verbannt und floh nach Emden, wo er 1744 starb. Sein Gut Bollinghausen wurde sequestriert, ebenso das Stadthaus auf der Wörde in Leer, das 1728 zur Drostenwohnung, das Schatthus wurde zum Sitz des Amtsgerichts. Sein Sohn Oncko erhielt das Gut 1744 zurück. Dessen Tochter Gesina (1742–1815) heiratete Bürgermeister von Groningen Quintus Valerius van Swinderen.
Beim Regierungswechsel zu Friedrich Wilhelm II. wurde Rudolf Jacob von Rehden am 2. Oktober 1786 zum Freiherrn erhoben. Er kaufte am 21. August 1790 die Herrlichkeit Rysum für 66.000 Gulden und nannte sich daraufhin Freiherr von Rehden-Rysum. Der letzte war Carl Rudolph Friso von Rehden; dessen Tochter Wilhelmina erbte Bollinghausen. Durch Heirat kamen die Güter dann an die Familie Suckow.

## Wappen
Das Wappen ist geviert mit Herzschild. Dieser ist quergeteilt, oben in Gold mit einem gekrönter Adler und unten in Blau mit zwei goldenen Pilgerstäbe, davor eine silberne Muschel. Im Hauptschild in den Feldern 1 und 4 oben in Gold ein roter Löwe durch dessen Hals ein Pfeil gestoßen ist, unten gespalten vorne in Blau fünf silberne Balken, hinten in Rot zwei Pfähle (Wappen der Familie Bollinghausen). Die Felder 2 und 3 zeigen einen schwarzen Löwen auf silbernen Grund.
Oberhalb finden sich folgende drei Helme:
1. der Löwe von 1 und 4 wachsend
2. zwischen dem Flug eine Bärentatze, die einen goldenen Pilgerstab hält
3. zwischen Silber mit übereck geteilten Hörnern, der Löwe wachsend

Die Helmdecken sind Blau und Silber. Die Schildhalter sind zwei goldene Greifen.

## Stammlinie
1. Heinrich (Hinrich)von Rehden (1576–1644) ⚭ Susanna Coops Ibeling thoe Leer
  1. Coop (Jakob) von Rehden (1608–1677) ⚭ 1649 Gepke Haukens  ⚭ 1654 Betje (Beate) von Schatteborg[3]
    1. Ibeling von Rehden (1652–1703), Doktor beider Rechte, Administrator der Landschaft ⚭ Justina Margarethe de Rove[4]
    2. Aelrich von Rehden (1657–1693), Doktor beider Rechte
      1. Coop Ibeling von Rehden (1689–1734)

    3. Rudolf von Rehden (1664–1744), Herr auf Bollinghausen ⚭ Gesina Hesse (1683–1732)
      1. Oncko von Rehden (1709–1776), Herr auf Bollinghausen ⚭ Gerhardine Christine Wilhelmine Wiarda (1717–1752)
        1. Rudolf Jacob von Rehden (1746–1813), Herr auf Bollinghausen, Geheimer Kriegsrat ⚭ Wilhelmina de Lewe van Aduard (1758–1793)
          1. Oncko Bernhard Theodor Heinrich von Rehden (1780–1818), Herr auf Bollinghausen
          2. Wilhelmina Carolina Fernandina von Rehden (1787–1813) ⚭ Oncko „de Rehden“ van Swinderen (1773–1851)
          3. Carl Rudolph Friso von Rehden (* 1788; † 1. November 1822) (verkauft 1819 das Stadthaus an der Wörde) ⚭ Charlotte Luise Wilhelmine von Wedel (* 25. September 1796; † 8. Mai 1822)[5]
            1. Wilhelmina von Rehden ⚭ Johann Ulrich Gottlieb von Suckow aus dem Haus Warin
            2. Clementine Auguste Johanne (* 28. August 1820) ⚭ Freiherr Otto Erich von Dincklage (* 1. September 1816)[6]